# فيتا ماريسا
فيتا ماريسا (بالإندونيسية: Vita Marissa) هي لاعبة كرة الريشة إندونيسية، ولدت في 4 يناير 1981 في جاكرتا في إندونيسيا.

## وصلات خارجية
- فيتا ماريسا على موقع BWF.tournamentsoftware.com (الإنجليزية)
- فيتا ماريسا على موقع BWFbadminton.com (الإنجليزية)
- فيتا ماريسا على موقع اللجنة الأولمبية الدولية (الإنجليزية)
- فيتا ماريسا على موقع أوليمبيديا (الإنجليزية)